# Chauvoncourt
Chauvoncourt település Franciaországban, Meuse megyében. Lakosainak száma 432 fő (2022. január 1.). Chauvoncourt Bislée, Fresnes-au-Mont, Kœur-la-Grande, Maizey, Les Paroches és Saint-Mihiel községekkel határos.

## Népesség
A település népességének változása:
| Lakosok száma | 391  | 399  | 469  | 486  | 462  | 455  | 452  | 444  | 437  | 432  |
|               | 1968 | 1982 | 1990 | 2006 | 2013 | 2015 | 2017 | 2019 | 2020 | 2022 |